# Rubus pfuhlianus
Rubus pfuhlianus är en rosväxtart som beskrevs av Franz Joseph Spribille. Rubus pfuhlianus ingår i släktet rubusar, och familjen rosväxter. Inga underarter finns listade i Catalogue of Life.